# トワイライト -夕暮れ便り-
「トワイライト -夕暮れ便り-」（トワイライト ゆうぐれだより）は、日本の歌手中森明菜の楽曲。この楽曲は中森の5枚目のシングルとして、1983年6月1日にワーナー・パイオニア（現：ワーナーミュージック・ジャパン）のリプリーズ・レコードレーベルよりリリースされた (EP: L-1661)。

## 背景
「トワイライト -夕暮れ便り-」は、1983年6月1日にシングル・レコード (EP: L-1661)で発売された。発売告知ポスターにはデビュー一周年記念シングルと記載されている。シングル・レコードのライナーノーツには本曲の楽譜が掲載されている。この楽曲は、来生えつこ・来生たかお姉弟による作詞・作曲のバラードで、中森のシングル作品としては「スローモーション」、「セカンド・ラブ」に続いて3作目となる来生姉弟作品となった。この楽曲の編曲は萩田光雄が手掛けた。
1983年12月21日に発売された『BEST AKINA メモワール』にはシングルとは別のバージョンが収録されている。また、2012年に発売された「ベスト・コレクション 〜ラブ・ソングス&ポップ・ソングス〜」には、マルチトラック音源より再構築された30th anniversary mixが収録された。
シングル盤「トワイライト -夕暮れ便り-」のB面として発表された「ドライブ」は、発売当時中森と同じ芸能事務所「研音」に所属していた堀江淳による作詞・作曲で、「トワイライト -夕暮れ便り-」に続いて萩田が編曲した楽曲である。この楽曲の音楽性は、前作B面の「温り」に続いてボサノヴァである。

## 批評
音楽評論家の堤昌司は、「トワイライト -夕暮れ便り-」について、少女の純粋な心を表現した全く劇的なことも生じてない質素な歌詞であるのに、中森の真価は、歌唱力のみでさざ波を立てながら最終的には「大きなストーリーを聴く者に感じさせてしまう力業にある。」と批評した。

## チャート成績
この楽曲は、オリコン週間シングルチャートでは、1983年6月13日付で初登場・最高順位ともに2位を記録後、計4週連続で2位を記録した。1983年度のオリコン年間シングルチャートでは、19位を記録した。TBS系の音楽番組『ザ・ベストテン』では、1983年6月30日と1983年7月7日の放送にて、2週連続で1位を記録した。

## 収録曲
| 全編曲: 萩田光雄。 |                               |            |            |      |
| #                  | タイトル                      | 作詞       | 作曲       | 時間 |
| A.                 | 「トワイライト -夕暮れ便り-」 | 来生えつこ | 来生たかお | 4:44 |
| B.                 | 「ドライブ」                  | 堀江淳     | 堀江淳     | 4:43 |
| 合計時間:          | 合計時間:                     | 合計時間:  | 合計時間:  | 9:27 |

### 規格
- 1988年7月25日 - 8cmCD: 10SL-134[11]
- 1988年12月21日 - CT: 10L5-4044[12]
- 1998年11月26日 - 12cmCD: WPC6-8662[13]
- 2008年11月12日 - デジタル・ダウンロード[14][15]
- 2014年6月18日 - 12cmCD, Singles Box 1982-1991の一枚として

## クレジット
「トワイライト -夕暮れ便り-」シングル・レコードのライナー・ノーツより
| - ディレクター: 島田雄三 - ミキサー: 菊地功 - 撮影: 渡辺達生 | - デザイン: 持田恭男 - セールス・プロモーター: 畠山政行 - プロモーター: 田中良明 |

## 収録アルバム
トワイライト -夕暮れ便り-
- 『BEST AKINA メモワール』[16][5]
- 『BEST』[17][5]

## セルフカバー
- 「トワイライト -夕暮れ便り-」の作曲を手掛けた来生たかおが、1983年12月1日に発表した自身の企画アルバム『Visitor』で本曲をセルフカバーした[18][5]。